# Amores verdaderos
Amores verdaderos (Les Véritables Amours)  est une telenovela mexicaine diffusée en 2012-2013 et produite par Nicandro Díaz González pour Televisa. L'histoire est basée sur Amor en custodia, réalisé en Colombie, en Argentine et au Mexique.
Eiza Gonzalez, Sebastian Rulli, Erika Buenfil et Eduardo Yáñez en sont les principaux protagonistes. La production d’"Amores verdaderos" a officiellement commencé le 23 juillet 2012 et Canal de las Estrellas diffuse le feuilleton à la place d’Abismo de pasión depuis le 3 septembre 2012.

## Synopsis
Victoria Balvanera et Nelson Brizz forment un couple mexicain riche qui s'implique beaucoup dans l'agence familiale Meta Imagen Internacional. Le propriétaire et directeur de la société est le père de Victoria, Aníbal Balvanera qui vient juste de rentrer d'un voyage d'affaire. Lors d'une tentative d'enlèvement de Victoria, un homme nommé José Ángel Arriaga la sauve alors qu'il cherche du travail. José Ángel se montre courageux et se bat avec un homme masqué (en réalité Salsero) et l'accule dans un coin jusqu'à ce qu'une autre personne masquée (en réalité Kendra), l'attaque avec un bâton. Victoria reste avec José Ángel à l'hôpital pendant que Nelson se rend à l'appartement de Kendra et passe la nuit avec elle. Victoria se met à peindre un portrait de José Ángel torse nu. Salsero et Kendra le découvrent. Salsero montre à Nelson l'atelier de Victoria tout en discutant avec lui. Nelson voit la peinture et pense que Victoria lui est infidèle. Kendra se rend au bureau de Nelson et se déshabille et se met à embrasser Nelson. Victoria les surprend et va dormir chez José Ángel tandis que Cristina et Liliana sont à Moleros, au Mexique.

## Distribution
- Eiza Gonzalez : Nicole Brizz
- Sebastián Rulli : Guzmán Trejo
- Erika Buenfil : Dona Victoria Brizz
- Eduardo Yáñez :  Don José Angel Arriga
- Marjorie de Sousa : Kendra Ferreti,
- Eléazar Gómez : Roy Pavie
- Mónika Sánchez : ‘’Doña Cristina Corona , l'épouse de José Ángel. Elle est la mère de Liliana et la fille de Candelaria.
- Francisco Gattorno : Santino Roca, garde du corps ; il est amoureux de Beatriz.
- Susana González : Beatriz Trejo ,                    la femme de Leonardo.
- Guillermo Capetillo : Don Nelson Brizz, le directeur du marketing. Il est le père de Nikki. C'est le mari de Victoria mais il est amoureux de Kendra.
- Natalia Esperon : Adriana Balvanera, la sœur de Victoria.
- Sherlyn : Liliana Arriaga Corona, la fille de Jose Angel et Cristina. Pour Francisco, elle est comme une petite sœur.
- Enrique Rocha : Aníbal Balvanera, le père de Victoria et d'Adriana.
- Ana Martín Candelaria : Corona, la mère de Cristina.
- Rubén Branco : Jean-Marie Bonjour.
- Michelle Rodríguez : Polita Lopez.
- Archie Lanfranco : Stephano Longoria, le fils d'Odette.
- Raquel Morell : Tomasina Lagos.
- Julio Camejo : Leonardo Solís, le mari de Beatriz.
- Mauricio Mejia
- Lilia Aragon : Odette Longoria, la mère de Stephano.
- Gabriela Goldsmith : Doris Orol Pavie, la mère de Roy.
- Diego de Erice : Vladimir.
- Diana Golden : Hilda Levya.
- Lisardo Guarinos : Manolo.
- Arsenio Campos : Felipe Guzman, le mari de Paula.
- Silvia Manríquez : Paula Trejo, l'épouse de Felipe.
- Toño Infante.
- Barbara Islas : Nabila.
- Monserrat Fligelman.
- Laura Zalazar.
- Teo Tapia : Antonio del Conde.
- Adrian Escalona : Guillo Solis, le fils de Beatriz et Leonardo.
- Alberto Estrella.
- Mario Prudomme.
- Luis Xavier : Milton.

## Diffusion internationale
- Canal de las Estrellas
- Mega
- Canal de las Estrellas Amérique latine
- Telemetro Canal 13
- TV6
- Univisión Porto Rico
- Telemicro
- La 1 (TVE)
- Venevisión
- Canal 3
- América TV
- Univisión
- Televicentro
- Telefuturo
- Red UNO
- Canal 9 Televida
- TLN Network
- SBT

## Autres versions
- Amor en custodia (2005), produit par Telefe.
- Amor en custodia (2005-2006), produit par Azteca.
- Amor en custodia (2009-2010), produit par RCN Televisión.